# 朝水彼方
朝水 彼方（あさみず かなた、女性、4月15日生）は、日本の女性作詞家。主にロックやR&B、ソウル系の楽曲を中心に作詞。フランス人の夫、娘二人と東京在住。

## 概要
EPIC・ソニーに詞曲と共に送った散文詩集が認められ、また同時期ソニー・ソングライター・オーディションで初の合格者として・ソニー・ミュージックアーティスツ所属のプロ作詞家第1号として木崎賢治プロデュースの白井貴子のシングルで1990年に作詞家デビュー。約230曲以上を手掛ける。

## 主な作詞楽曲
- alan『My Stage』
- Dual Dream『Winter Kiss』
- 稲垣潤一『語らない』
- 大沢誉志幸『忘れられなくて』『naive』[1]『初恋』他
- 北村雅英『わかっていない』『あなたがいれば』
- 吉川晃司『RAIN BEAT』他
- 酒井法子『あなたが満ちてゆく』他
- 沢田研二『そのキスが欲しい』[1]他
- 鈴木雅之『違う、そうじゃない』[1]『渋谷で5時』[1]他
- TOKIO『19時のニュース』『Zettai!』他
- 中西圭三『眠れぬ想い』[1]『非情階段』他
- 西野妙子『ピンクになったら』『靴のしずく』『発売予定』『雨の木』
- 細川ふみえ『メロンの切り目』
- 米倉利紀『触れられると困る』『強情なくちびる』他